# Moser Holding
Die Moser Holding AG mit Sitz in Innsbruck ist (nach ORF, Mediaprint und Styria Media Group) das viertgrößte Medienunternehmen Österreichs. Sie ist spezialisiert auf den Bereich Regionalmedien und österreichweit tätig.

## Unternehmen
Die Wurzeln gehen auf die Gründung der Tiroler Tageszeitung im Jahr 1945 zurück. Die Nachfahren von Joseph Stephan Moser sind Mehrheitseigentümer des Unternehmens (75,01 %), die Bank für Tirol und Vorarlberg hält 24,99 Prozent der Anteile. Von 1989 bis zum Jahr 2002 war der Axel Springer Verlag mit zunächst 45 Prozent, ab 1991 mit 65 Prozent Mehrheitseigentümer der Moser Holding. Diese Anteile wurden 2002 von den Erben des Unternehmensgründers zurückgekauft. Nach Beteiligungen von der Südtiroler Athesia (50 % der Anteile, zwischen 2003 und 2007) und einer Minderheitsbeteiligung durch die Raiffeisen Landesbank Oberösterreich von 2008 bis 2013 (knapp 15 Prozent) ist das Unternehmen wieder in Tiroler Hand.

## Portfolio

### Zeitungen und Zeitschriften
Tiroler Tageszeitung
Flaggschiff des Unternehmens ist die Tiroler Tageszeitung. Sie ist sowohl als Printausgabe als auch digital Marktführer unter den Tageszeitungen in Tirol (laut Media-Analyse 2021/22 mit einer Reichweite von 34,9 Prozent in Nordtirol). Seit 2008 erscheint die „TT“ auch am Sonntag. Ebenfalls 2008 launchte die Tiroler Tageszeitung erstmals die TT Kompakt als kleinformatige kostenlose Tageszeitung, die vorwiegend in öffentlichen Verkehrsmitteln vertrieben wird. Laut Media-Analyse 2021/22 haben Tiroler Tageszeitung und TT Kompakt 36,8 Prozent Reichweite in Nordtirol.
Bei der TV-Beilage Tele kooperiert die Moser Holding mit der Presse, den Salzburger Nachrichten, den Oberösterreichischen Nachrichten und der Kleinen Zeitung.
Regionalmedien Austria und Oberösterreichische Rundschau|Oberösterreichische BezirksRundschau
2009 von Moser Holding und Styria Media Group (50:50) gegründet, sind unter dem Dach der Regionalmedien Austria und Oberösterreichischen BezirksRundschau insgesamt 121 regionale Zeitungen und zahlreiche Onlineportale vereint. Kooperationspartner der „RMA“ ist unter anderem die Oberösterreichische BezirksRundschau, die zu 100 Prozent im Eigentum der Moser Holding steht.
Bundesländerinnen
Die Lifestyle-Magazine „Bundesländerinnen“ von Moser Holding (63 %) und Styria Media Group (37 %) wurden im Juli 2011 unter dem Dach der „Life Style Magazin Verlags GmbH“ zusammengeführt. Zu den Bundesländerinnen gehören TIROLERIN, Die Wienerin, Die Oberösterreicherin, Look! Salzburg, Die Steirerin, Kärntner MONAT, Die Burgenländerin, Die Niederösterreicherin und im Wege einer Anzeigenkooperation mit Russ Media Die Vorarlbergerin.
Tiroler Magazine
- 6020 – Das Stadtmagazin
- IMPULS
- MEIN MONAT

### Regionale Digitalplattformen
- tt.com
- jobs.tt.com
- immo.tt.com
- top.tirol
- karrieremitlehre.tirol
- seminare.tirol
- meins.at

### Radio und TV
- Life Radio Tirol
- Tirol TV
- Radio U1 Tirol (20 %)

### Service und Dienstleistungen
- TARGET GROUP PUBLISHING GmbH
- Intergraphik GmbH
- Tirol Logistik (50 %)